# Diocesi di Armenia (Chiesa d'Oriente)

Mappa con l'indicazione delle antiche località dell'Alta Mesopotamia e della Siria. A nord-est la regione di Armenia e la città di Halat.

La diocesi di Armenia è un'antica sede della Chiesa d'Oriente, suffraganea dell'arcidiocesi di Nisibi, attestata dal V al XIII secolo.

## Storia
La diocesi aveva sede probabilmente nella città di Halat, sulle rive nord-occidentali del lago di Van. È documentata per la prima volta nel 424 quando il suo vescovo Artashahr prese parte al concilio di Markabta indetto dal patriarca Dadisho I. In quell'occasione la diocesi non era assegnata a nessuna provincia ecclesiastica; successivamente, forse dopo la conquista araba della Persia, entrò a far parte della metropolia di Nisibi. All'epoca del patriarca Timoteo I (780-823) fu eretta una provincia ecclesiastica di Armenia, con presumibile aumento delle diocesi nella regione, rese suffraganee di Halat. Questa promozione tuttavia durò poco, perché già nell'XI secolo la diocesi di Armenia appare ancora suffraganea di Nisibi.
Di questa antica diocesi nestoriana sono noti sette vescovi. Dopo  Artashahr, abbiamo il vescovo Yaʿqob, scrittore ecclesiastico i cui libri sono menzionati nella lista degli autori siriaci redatta nel XIV secolo da ʿAbdishoʿ Bar Brikha, che visse all'epoca del patriarca Mar Pethion (731-740). Segue un anonimo vescovo, che prese parte alla consacrazione del patriarca ʿAbdishoʿ II nel 1074. Un documento del 1137 menziona la recente soppressione della provincia ecclesiastica di Barda'a in Azerbaijan e l'attribuzione dei territori di quella regione alle cure del vescovo Elia di Halat. Il vescovo Yuwanis di Halat fu nominato metropolita di Kashgar e Nevaketh (nel Turkestan orientale) dal patriarca Elia III (1176-1190). Infine i vescovi Sliba-zkha e Hnanishoʿ presero parte alla consacrazione rispettivamente dei patriarchi Denha I nel 1265 e Yahballaha III nel 1281.
La diocesi scomparve probabilmente durante i disordini provocati dalla fine e dalla frammentazione dell'impero mongolo nel XIII-XIV secolo.

## Cronotassi dei vescovi
- Artashahr † (menzionato nel 424)
- Yaʿqob † (all'epoca del patriarca Mar Pethion - 731-740)
- Anonimo † (menzionato nel 1074)
- Elia † (inizio del XII secolo)
- Yuwanis † (? - dopo il 1176 nominato metropolita di Kashgar e Nevaketh)
- Sliba-zkha † (menzionato nel 1265)
- Hnanishoʿ † (menzionato nel 1281)